# حوادث الخبر (جريدة جزائرية)
حوادث الخبر :جريدة أسبوعية جزائرية تهتم بالأحداث الواقعية التي تجري في المجتمع الجزائري خاصة والعالم عامة.

## وصلات خارجية
- الموقع الرسمي لجريدة الخبر .